# اچ‌ام‌اس رپید (۱۸۶۰)
اچ‌ام‌اس رپید (۱۸۶۰) (به انگلیسی: HMS Rapid (1860)) یک کشتی بود که طول آن ۱۶۰ فوت ۱۰ اینچ (۴۹٫۰۲ متر) بود. این کشتی در سال ۱۸۶۰ ساخته شد.